# 白脸将杀
白脸将，為象棋中的杀招。方法為一方进攻子力在将/帅（多在中路），配合下照将将死对方。
实现这种杀招，需要敞开士象，使己方将/帅所在的竖线前方没有阻挡的棋子。但此舉亦會将其置于无保护之下，導致反被对方将杀，因此有一定风险。
1. ↑  . www.dpxq.com.   [2024-04-15].
2. ↑  . www.zh.xiangqi.com.   [2024-04-15]. （原始内容存档于2024-06-14） （中文）.